# Létra

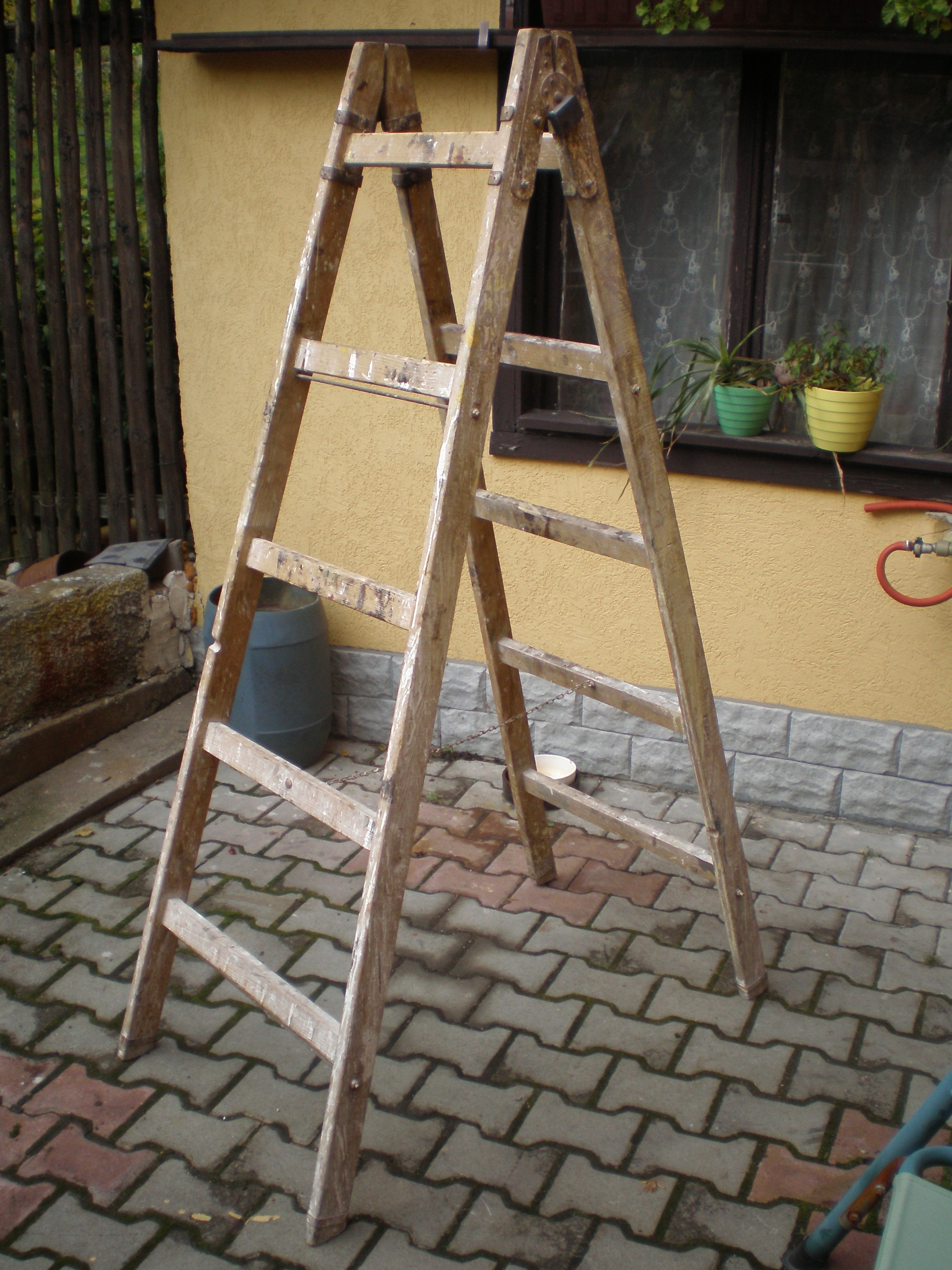
Fából készült létra

A létra vagy lajtorja magasabb pontok elérésére szolgáló eszköz.

## Fajtái
A közönséges létrán és a baklétrán kívül vannak úgynevezett támrudas létrák, felállításukra szolgáló 2 rúddal; dugólétrák, melyekből több darab egymással összeillesztve használható; tetőlétrák, melyek a tetőzetbe vágott horgokon lógva, a tetősík megmászását teszik lehetővé; horoglétrák; párkánylétra, melyet a legfelső emeleten, az ablakban állítanak fel, és kiszökellő hídjáról a párkányzaton át a tetőre lehet jutni. Külön csoportot képeznek a gépezetes tolólétrák, melyek 14–30 m magasságra 2-4, egymásból kötéllel kihúzható létrából állnak, 2 vagy 4 kerekű kocsin nyugszanak, melyről külön gépszerkezet, esetleg hidraulikus sajtó emeli a függőleges állásba. E létrák szerkezete lehetővé teszi a létrának tetszés szerinti előre- vagy oldalt hajlítását, illetve meghosszabbítását, és biztonsági önműködő fékekkel, rugózárakkal, esési horgokkal, jelzőharangokkal van ellátva, melyek a létra feldőlését önműködően megakadályozni hivatottak. Gyárakban, nyilvános épületeken állandó vaslétrákat helyeznek el tűzbiztonsági célokból.